# Kunwar Digvijay Singh
Kunwar Digvijay Singh (ur. 22 lutego 1922 w Barabanki, zm. 27 marca 1978 w Lucknow) – indyjski hokeista na trawie. Dwukrotny złoty medalista olimpijski.
W reprezentacji Indii debiutował w 1946. Brał udział w dwóch igrzyskach (IO 48, IO 52), na obu zdobywając złote medale. Pełnił funkcję kapitana zespołu, m.in. na olimpiadzie w 1952. Występował w napadzie, był jednym z najskuteczniejszych zawodników nie tylko swoich czasów. Pełnił funkcję szkoleniowca kadry na igrzyskach w 1972.